# Cerámica laconia

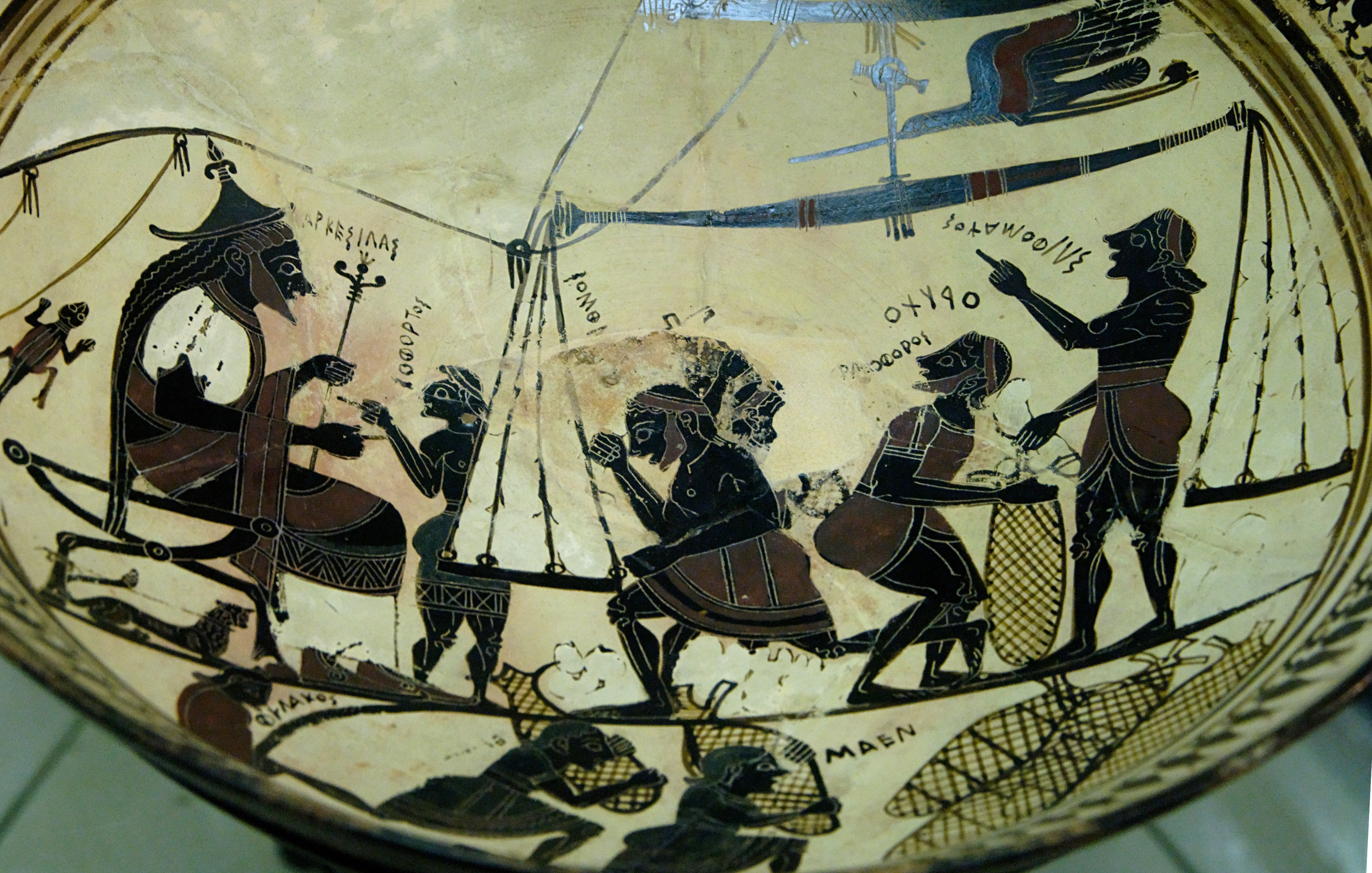
Pintor de Arcesilao, copa de figuras negras, circa 560 a. C., Cabinet des Médailles 189.

La cerámica laconia describe una clase de cerámica griega producida en la región de Laconia desde el siglo X a. C.
Después de los períodos protogeométrico y geométrico, los artesanos laconios no fueron muy receptivos a las influencias orientales, directas o indirectas. La mejor alfarería laconia, cuyo auge se produjo en el segundo cuarto del siglo VI a. C., se produjo después de la introducción de la técnica de las figuras negras hacia el año 620 a. C., que los alfareros laconios supieron interpretar y adaptar a sus propias predisposiciones y gracias con la cual pudieron competir con la cerámica ática en los mercados orientales y occidentales.
La terracota laconia tiene un color que varía del rosa al marrón claro; cuando está presente, es de color crema y la pintura es de una sepia profunda que se acerca al negro hacia mediados del siglo VI a. C. en imitación a la de Ática. Los fuertes contrastes entre los colores hacen que estos vasos sean particularmente vívidos, aunque se ejecuten con la técnica de las figuras negras.

## Laconio de transición y laconio I
Después de un período llamado de «transición» (circa 690-650 a. C.) empezó a surgir una escuela local autónoma (laconio I, alrededor de 650-620 a. C.) que se distinguió, en los vasos más valiosos, por una decoración característica formada por una banda de cuadrados alternados entre dos bandas punteadas, que rodeaban la boca del vaso. Las figuras, humanas o animales, eran raras y la ornamentación del relleno era escasa. Estas décadas vieron la coexistencia de la pintura experimental aplicada a grandes vasos y una escuela de pintura técnicamente excelente pero conservadora que se limitó a pequeños vasos, donde aplicó patrones lineales y abstractos, aceptando el friso animal solo al final del período.

## Primeras figuras negras (laconio II, circa 620-580a.C.)
La gran difusión y el éxito de la cerámica corintia condujo a la introducción de la técnica de la figura negra en Atenas como en Laconia, donde se desarrolló un estilo autónomo desde principios del siglo VI a. C.
La decoración se caracterizaba por figuras negras con detalles grabados y toques púrpuras; las molduras y la decoración en relieve eran frecuentes. En este período comenzó una modesta exportación y la forma más común y extendida fue la copa. Las figuras humanas siguieron siendo raras y en su mayoría limitadas al gorgoneion dentro de las copas, dibujadas principalmente como una línea de contorno. En los frisos de animales, al contrario del uso de Corinto, se preferían las filas de la misma especie con muy poca ornamentación. Entre los mejores ejemplos de esta cerámica se encuentran las copas conservadas en el Museo Arqueológico Nacional de Tarento (Pintor de peces de Taranto, n. inv. 4804-06) decoradas internamente con un círculo de peces alrededor de una roseta central reservada dentro de un círculo oscuro. Afuera hay pájaros de silueta típica con el púrpura añadido en las colas bajas. Sin embargo, la mayoría de los vasos del laconio II estaban decorados de forma más sencilla con bandas geométricas y de color y con una sobria ornamentación vegetal, tendiendo siempre en esta región a la estilización. La fila de cuadrados entre dos filas de puntos seguía siendo común para la zona alrededor del labio, pero el motivo decorativo que caracterizó al laconio desde el siglo VII a. C. era la fila de granadas a veces entrelazadas y alternadas con flores de loto.

## Laconio III y IV, circa 580-500a.C.

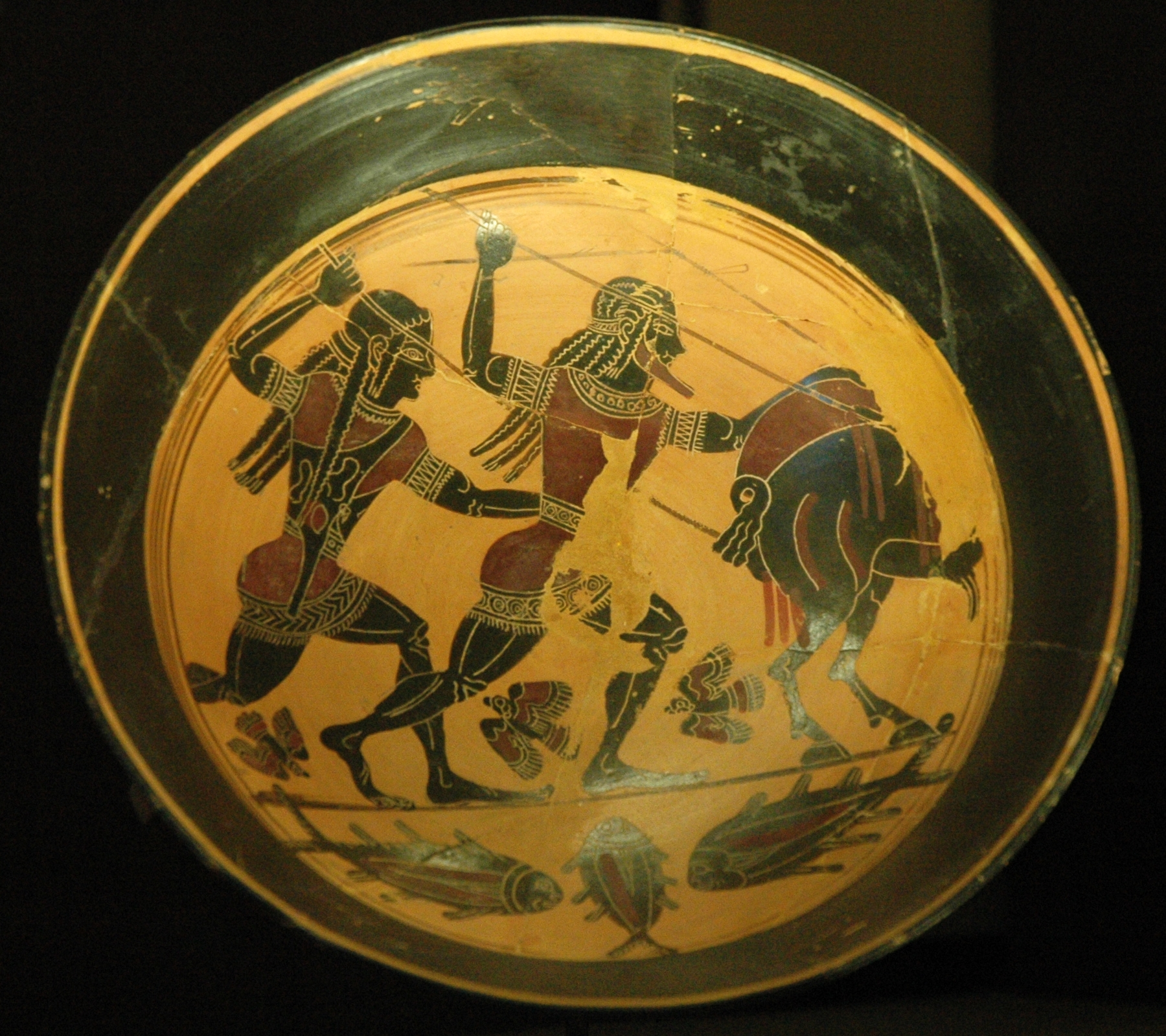
Pintor de la caza, copa laconia de figuras negras, circa 555 a. C., Museo del Louvre E670.

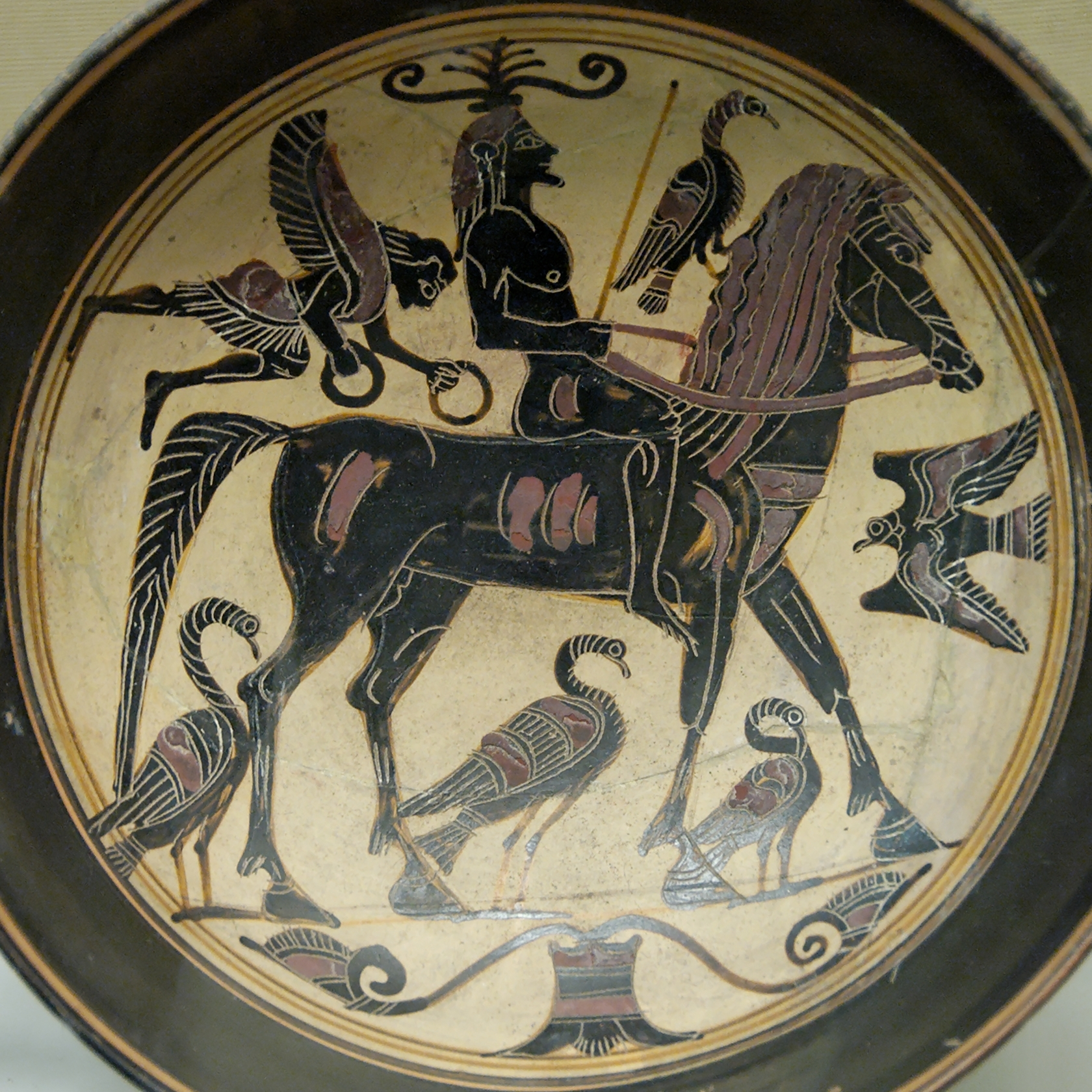
Pintor del jinete, copa de figuras negras entre 550 y 530 a. C., Londres, Museo Británico 1842,0407.7.

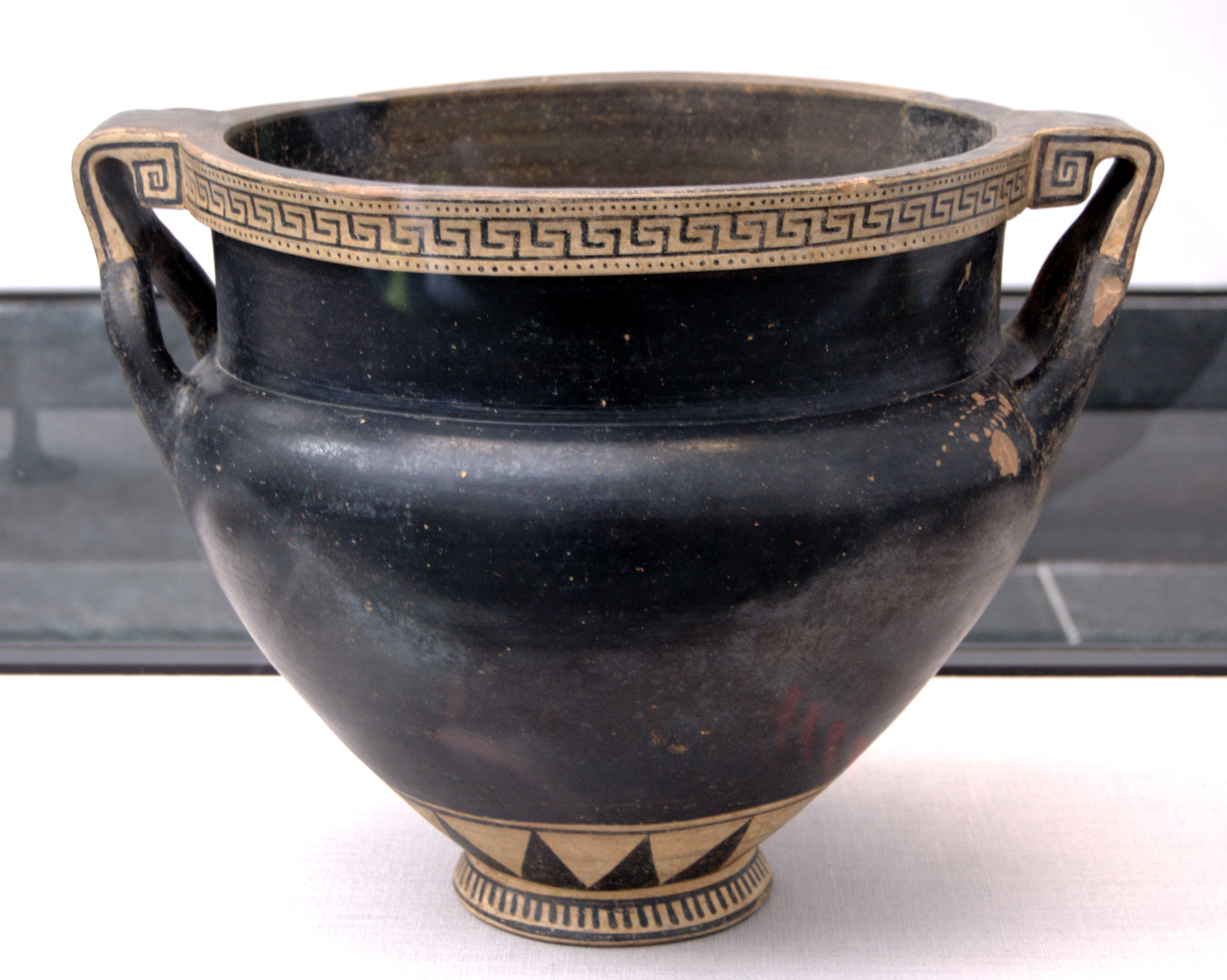
Crátera laconia de barniz negro.

Este fue el período en el que, quizás debido al vacío de mercado dejado por Corinto y Atenas en una fase de transición para ambos centros de producción, la cerámica laconia logró entrar en una producción que siguió siendo la más conocida y dentro de la cual se identificaron personalidades individuales. La importación de obras corintias fue un factor esencial para el nuevo curso de la cerámica laconia, que sin embargo logró competir manteniéndose independiente y lejos de imitaciones no comprendidas realmente, desarrollando un estilo propio, sobrio y vivo al mismo tiempo.
La copa laconia era la forma principal y más popular en el mercado. El cuenco se había vuelto menos profundo, el tallo se había alargado y terminaba en la parte superior en una moldura redonda. La riqueza de la decoración era comparable a la de las copas de Siana de la cerámica ática contemporánea. El labio, que se había hecho más evidente, estaba frecuentemente cubierto por una red de granadas que ocupaba el lugar de los cuadrados anteriores. El friso a nivel de las asas tenía, entre las palmetas horizontales derivadas de modelos metálicos, una banda vegetal ornamental dentro de la cual la flor de loto mostraba una estilización típicamente lacónica. El color púrpura continuó siendo añadido libremente para aumentar el contraste con el barniz oscuro y el engobe amarillo. El tallo y el pie eran oscuros, con la excepción de la moldura superior y el perfil del pie, reservados y libres de nubosidad.
En la copa laconia la parte que más revelaba su estilo nativo era la pared interior del cuenco con el espacio completamente decorado; incluso en Corinto se aprovechaba todo el espacio, pero separado en zonas concéntricas. Los pintores laconios pintaron el interior de los cuencos como lo hacían a gran escala, en total oposición a los tondos de copa ateniense (al menos hasta que, a mediados de siglo, la influencia de estas introdujo también el tondo pequeño en Esparta). La escena principal se situaba sobre una línea de base horizontal; la solución más frecuente adoptada para la decoración del exergo, además de otros curiosos experimentos de composición (véase por ejemplo el kílix del Museo Arqueológico de Rodas 10711, con la línea del exergo dividiendo el campo en dos partes iguales), consistía en rellenar el área con una flor de loto o animales, a menudo peces o pájaros.
Junto a estas elaboradas copas se produjeron otras, más pequeñas y sencillas, en las que el labio y el cuenco estaban poco diferenciados, el tallo no tenía molduras y los ejemplares más baratos estaban decorados internamente solo con un pequeño medallón.
Las primeras personalidades identificadas dentro de esta clase de cerámica comenzaron a trabajar alrededor del 580 a. C. y se les llama el Pintor de Boréadas y el Pintor de Náucratis. El primero era el maestro que había establecido el nuevo sistema de decoración de las copas con su propio estilo preciso y sobrio en los detalles grabados; sus copas se encontraron en Samos, Olimpia y Náucratis pero no en Esparta.  El segundo, menos austero, influyó en los autores posteriores a él. El Pintor de Arcesilao debe su nombre a la copa conservada en el Cabinet des Médailles de París (De Ridder 189) que presenta en su interior una animada escena realizada de tal manera que incluye en la narración también el exergo. El Pintor de la caza es conocido por las características tondos con ojo de buey con las figuras cortadas de la escena; era el más dotado de los alumnos del Pintor de Arcesilao, mejor dibujante que este y capaz de dar a la pintura laconia un mayor grado de realismo.
Los temas fueron tomados del mito como de la vida cotidiana. Algunos temas son únicos, como los mitos de Prometeo y Atlas (Pintor de Arcesilao, copa de figuras negras, 550 a. C. en el Museo gregoriano etrusco 16592,2 la construcción de un templo, los soldados trayendo sus muertos a casa (Pintor de la caza, copa de figuras negras, circa 550-540 a. C., Museos Estatales de Berlín 3404. Había muy poco uso del blanco entre los pintores lacónicos, que ni siquiera diferenciaban por el color el género de las figuras, o simplemente usaban la línea de contorno para la carne femenina. La decoración con figuras humanas se llevó a cabo no solo en kílices, hidrias, cráteras de volutas y dinos. En varios casos es posible notar la derivación de las formas y decoraciones de la cerámica de los originales de metal. En los vasos grandes la decoración se hacía generalmente en bandas estrechas desde la boca hasta el pie y tendían a acentuar la forma del vaso. Generalmente alfarero y pintor eran una misma persona; los autores que trabajaron en la técnica de las figuras negras también produjeron, en mayor grado, vasos enteramente pintados en negro o con decoraciones geométricas simples, por ejemplo en la pared exterior reservada del labio en las cráteras con pequeñas columnas, muy apreciadas por la calidad de la forma.
La producción de los artistas identificados estaba destinada principalmente a la exportación en el mercado exterior, mientras que el mercado local se abastecía de productos cerámicos de menor o diferente calidad, como ya había sucedido con la producción policroma de la cerámica protocorintia. Alrededor del año 550 a. C. la competencia con la cerámica ática se hizo inmanejable y el comercio de la cerámica laconia disminuyó drásticamente. El nuevo cierre y la producción predominante para el comercio local se hizo evidente ya en las últimas obras del Pintor de la caza y en las de sus seguidores. La producción propiamente laconia no fue más allá del siglo VI a. C.